# Isobare Zustandsänderung

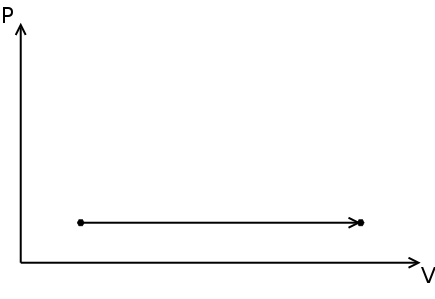
Isobare Zustandsänderung im p-V-Diagramm

Die isobare Zustandsänderung ist ein Begriff der Thermodynamik. Er bezeichnet eine Zustandsänderung, bei der der Druck im System konstant bleibt. Nach dem Gesetz von Gay-Lussac oder der Zustandsgleichung eines idealen Gases gilt:
{\displaystyle {\frac {V_{1}}{T_{1}}}={\frac {V_{2}}{T_{2}}}={\text{konst.}}}
Daraus folgt auch, dass sich die Volumina wie die entsprechenden absoluten Temperaturen verhalten:
{\displaystyle {\frac {V_{2}}{V_{1}}}={\frac {T_{2}}{T_{1}}}.}
Bei einem Prozess, in dem {\displaystyle n} Mol eines idealen Gases bei konstantem Druck {\displaystyle p} von Volumen {\displaystyle V_{1}} nach {\displaystyle V_{2}} expandieren, kann das System Arbeit an der Umgebung verrichten ({\displaystyle W<0}) oder Arbeit aufnehmen ({\displaystyle W>0}). Diese berechnet sich für einen reversiblen Prozess wegen des konstanten Druckes mit
{\displaystyle W=-\int _{V_{1}}^{V_{2}}p\mathrm {d} V=-p(V_{2}-V_{1})=-nR(T_{2}-T_{1}),}
wobei {\displaystyle R} die allgemeine Gaskonstante ist. Zusätzlich gilt für die Änderung der inneren Energie:
{\displaystyle \Delta U=C_{V}(T_{2}-T_{1}),}
wobei die Verwendung der Wärmekapazität bei konstantem Volumen {\displaystyle C_{V}} nicht voraussetzt, dass der Prozess bei konstantem Volumen ablaufen muss. Die vorige Gleichung gilt unabhängig davon. Nach dem ersten Hauptsatz der Thermodynamik gilt für die vom System absorbierte Wärme
{\displaystyle Q=\Delta U-W=(C_{V}+nR)(T_{2}-T_{1}).}
Um ein Gas unter isobaren Verhältnissen auf eine bestimmte Temperatur zu erwärmen, muss man dem Gas eine größere Wärmemenge zuführen als bei einer isochoren Erwärmung, da ein Teil der im Prozess zugeführten Wärme für die Arbeit verwendet wird. Gleichermaßen gilt, dass sich das Gas nicht um das Äquivalent der zugeführten Wärmemenge erwärmt, da bei der Expansion ein Teil der zugeführten Wärme in Arbeit umgewandelt wurde. Der Faktor {\displaystyle (C_{V}+nR)} heißt auch Wärmekapazität bei konstantem Druck {\displaystyle C_{p}}. 
Bei Feststoffen wird üblicherweise nur die spezifische isochore Wärmekapazität angeben. Die Volumenveränderung ist beim Erwärmen so gering, dass die zusätzliche Arbeit, den beispielsweise ein Stück Metall infolge der Expansion zusätzlich gegen den „Luftdruck“ leisten muss, vernachlässigt werden kann.
Bei Wasser wird jedoch üblicherweise die „gemittelte“ isobare Wärmekapazität zwischen 0,1 °C bis 100 °C angegeben  (etwa 4,19 kJ/K), da es in der Praxis nahezu unmöglich ist, Wasser beispielsweise von 30 auf 100 °C isochor zu erwärmen. Der Behälter dürfte sich trotz der Temperaturänderung und des gestiegenen Drucks, den die Flüssigkeit nun ausübt (jenseits von 750 bar), nicht ausdehnen.